# Bernard 191 GR
Le Bernard 191 « Grand Raid » (GR) est un avion de records dérivé de l'avion de transport civil Bernard 190T, à moteur Hispano-Suiza 12 Lb de 600 ch. Conçu par l'ingénieur Jean Galtier, il disposait d'une autonomie suffisante pour effectuer la traversée sans escale de l'Atlantique Nord.